# Carine Eyenga
Carine Eyenga, född 14 februari 1983, är en friidrottare från Kamerun. Hon deltog vid olympiska sommarspelen 2000.